# Alex Escobar
Alex Escobar da Silva, conhecido como Alex Escobar (Rio de Janeiro, 15 de outubro de 1974) é um comentarista, apresentador de TV e narrador esportivo brasileiro. É apresentador do programa Globo Esporte RJ, da TV Globo Rio de Janeiro.

## Biografia
Nascido no bairro de Bangu, Escobar é torcedor do America, e antes de se tornar comentarista trabalhou como comissário de voo.
Começou sua carreira no rádio como locutor. Foi o primeiro apresentador do programa de rádio Rock Bola, na Rádio Cidade, do Rio de Janeiro.
Desde 2003 é comentarista do canal de televisão a cabo SporTV, e desde agosto de 2008 é apresentador de esportes da Rede Globo. Participou, entre outros programas do SporTV, do Tá na Área.
Na Rede Globo, foi apresentador de esportes do Bom Dia Brasil até junho de 2011. Anteriormente, foi comentarista de esporte do Bom Dia Rio. Em abril de 2009, começou a integrar a equipe de apresentadores do Globo Esporte, substituindo Glenda Kozlowski esporadicamente e depois assumindo a atração. Apresentou o programa local para o Rio de Janeiro de 2009 a 2015.
Durante a Copa do Mundo FIFA de 2010, envolveu-se em uma pequena discussão com o então técnico da Seleção Brasileira de Futebol Dunga. Escobar supostamente estaria conversando ao celular com Tadeu Schmidt, repórter da equipe, enquanto Dunga estava em uma conferência de imprensa. O técnico parou para interpelar o repórter, e indagou se existia algum problema. Dunga irritou-se com o olhar de Escobar e soltou palavrões que vazaram no sistema de som. Diversos torcedores brasileiros manifestaram, através da internet, seu apoio a Dunga. A gravação dizia da seguinte forma: " - O que você pensa que está fazendo seu cagão!?"
Desde 2013, ao lado da jornalista Mariana Gross, e responsável por narrar a transmissão dos desfiles das escolas de samba da Série A (antigos Grupos de acesso A e B).
No ano de 2014, Escobar estreou como locutor esportivo, no jogo Flamengo e Bangu, pela penúltima rodada da fase de classificação do Campeonato Carioca de 2014 e fez alguns jogos da Copa do Mundo no Brasil. Escobar ficou nessa função até 2017.
Em Julho de 2015, após quase 6 anos, Escobar se despede do comando da edição carioca do Globo Esporte, onde passou para Fernanda Gentil e nesse mesmo mês, assume o Esporte Espetacular, no lugar de Ivan Moré. Alex ficou até 30 de agosto de 2016 quando reassumiu a edição carioca do Globo Esporte, no lugar de Fernanda Gentil que foi para o Esporte Espetacular.
Em 2017, assume o comando do desfile das escolas de samba do Rio de Janeiro ao substituir Luís Roberto e com isso deixa a narração do desfile da Série A, onde será ocupado por Carlos Gil.
Ainda em 2017, Alex participa na 1.ª temporada do talent show musical brasileiro Popstar, onde foi eliminado no dia 27 de agosto.
Em outubro de 2021, Alex é anunciado como novo apresentador do bloco de esportes do Fantástico. Assumindo a função que era de Tadeu Schmidt, que foi apresentar o Big Brother Brasil. Escobar estreia no jornalístico, a partir de 21 de novembro.
Em abril de 2022, estreou como garoto-propaganda da Rede Supermarket, após a aposentadoria de Cora Zobaran.

## Vida pessoal
Alex Escobar é casado com a jornalista Thamine Leta, com quem tem os filhos Francisco e José. Também é pai de Mariana e Pedro, de um relacionamento anterior.